# 天主教罗兹总教区
天主教羅茲總教區（拉丁語：Archidioecesis Lodziensis）是天主教會在波蘭中部設立的一個總教區，以主教座堂駐地羅茲命名。

## 歷史
1920年12月10日成立羅茲教區，1992年3月25日升格為總教區。

## 現況
附屬教區有沃維奇教區。2011年，在當地1,503,600人口中，有教友1,423,000人，佔轄區總人口94.6%、218個堂區、771名司鐸、257名修士、532名修女。現任總主教Władysław Ziółek。

## 外部連結
- Giga-Catholic Information[]
- Catholic Hierarchy[永久]
- 羅茲總教區 （页面存档备份，存于）